# Fannia elephantocerca
Fannia elephantocerca är en tvåvingeart som beskrevs av Feng och Xue 2001. Fannia elephantocerca ingår i släktet Fannia och familjen takdansflugor.
Artens utbredningsområde är Sichuan (Kina). Inga underarter finns listade i Catalogue of Life.